# Kick Back Relax
Kick Back Relax är en låt av den svenska sångerskan Agnes Carlsson. Det är den första singeln från hennes andra studioalbum Stronger från år 2006. Som bäst gick låten upp på andra plats på Sverigetopplistan.